# Omphalotus
Omphalotus es un género de setas de la división de los basidiomicetos oficialmente descrita por Victor Fayod en 1889. Los miembros de la familia Marasmiaceae tienen el tradicional sombrero y tallo. Son saprofitos, y crecen en grupos de árboles. La especie tipo y más conocida es la seta del olivo (Omphalotus olearius). Algunas especies de Omphalotus tienen propiedades de bioluminescencia. Todas se presuponen venenosas, causando síntomas gastrointestinales. Distintas especies de Omphalotus pueden ser confundidas con Cantharellus.